# Mouilly
Mouilly est une commune française située dans le département de la Meuse, en région Grand Est.

## Géographie
La commune se situe à 20 kilomètres à l'est de Verdun, et devant à l'ouest de la collines Les Éparges et juste au sud de la Tranchée de Calonne. Le village a été entièrement détruit durant la Première Guerre mondiale. Du fait de sa situation stratégique, beaucoup d'événements se sont produits dans la commune entre 1914 à 1917. Notamment la bataille des Éparges en 1915, qui permit aux Français de bloquer la percée allemande dans la Meuse. Maurice Genevoix note en 1972, dans la commune, en 1915, 20000 soldats, français et allemands, périrent, dont 1000 soldats uniquement dans le 106e régiment d'infanterie.

### Hydrographie
La commune est traversée par la ligne de partage des eaux entre les bassins versants du Rhin et de la Meuse au sein du bassin Rhin-Meuse. Elle est drainée par le ruisseau de Rupt,.
Le ruisseau de Rupt, d'une longueur de 12 km, prend sa source dans la commune  et se jette  dans la Meuse à Troyon, après avoir traversé cinq communes. 

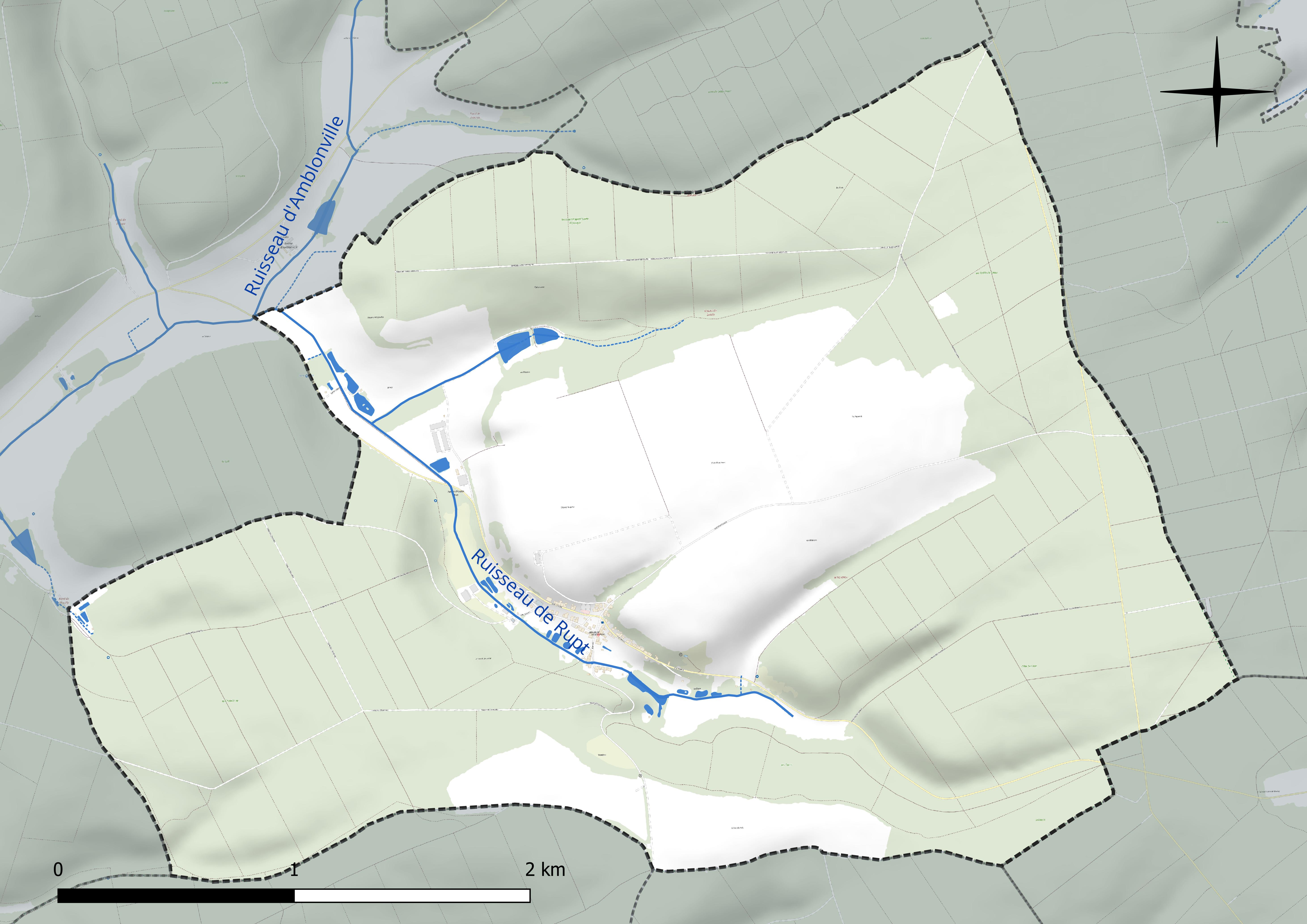
Réseau hydrographique de Mouilly.

### Climat
Pour des articles plus généraux, voir Climat du Grand Est et Climat de la Meuse.
En 2010, le climat de la commune est de type climat de montagne, selon une étude du Centre national de la recherche scientifique s'appuyant sur une série de données couvrant la période 1971-2000. En 2020, Météo-France publie une typologie des climats de la France métropolitaine dans laquelle la commune est exposée à un climat océanique altéré et est dans la région climatique  Lorraine, plateau de Langres, Morvan, caractérisée par un hiver rude (1,5 °C), des vents modérés et des brouillards fréquents en automne et hiver. 
Pour la période 1971-2000, la température annuelle moyenne est de 9,4 °C, avec une amplitude thermique annuelle de 16,2 °C. Le cumul annuel moyen de précipitations est de 986 mm, avec 13,8 jours de précipitations en janvier et 9,5 jours en juillet. Pour la période 1991-2020, la température moyenne annuelle observée sur la station météorologique de Météo-France la plus proche, « Bonzée_sapc », sur la commune de Bonzée à 7 km à vol d'oiseau, est de 10,6 °C et le cumul annuel moyen de précipitations est de 783,7 mm. 
La température maximale relevée sur cette station est de 40,6 °C, atteinte le 24 juillet 2019 ; la température minimale est de −17,3 °C, atteinte le 7 février 2012,,. 
Les paramètres climatiques de la commune ont été estimés pour le milieu du siècle (2041-2070) selon différents scénarios d'émission de gaz à effet de serre à partir des nouvelles projections climatiques de référence DRIAS-2020. Ils sont consultables sur un site dédié publié par Météo-France en novembre 2022.

## Urbanisme

### Typologie
Au 1er janvier 2024, Mouilly est catégorisée commune rurale à habitat dispersé, selon la nouvelle grille communale de densité à sept niveaux définie par l'Insee en 2022.
Elle est située hors unité urbaine. Par ailleurs la commune fait partie de l'aire d'attraction de Verdun, dont elle est une commune de la couronne,. Cette aire, qui regroupe 103 communes, est catégorisée dans les aires de moins de 50 000 habitants,.

### Occupation des sols
L'occupation des sols de la commune, telle qu'elle ressort de la base de données européenne d’occupation biophysique des sols Corine Land Cover (CLC), est marquée par l'importance des forêts et milieux semi-naturels (68,4 % en 2018), en diminution par rapport à 1990 (70,2 %). La répartition détaillée en 2018 est la suivante : 
forêts (68,4 %), terres arables (27,4 %), zones agricoles hétérogènes (4,2 %). L'évolution de l’occupation des sols de la commune et de ses infrastructures peut être observée sur les différentes représentations cartographiques du territoire : la carte de Cassini (XVIIIe siècle), la carte d'état-major (1820-1866) et les cartes ou photos aériennes de l'IGN pour la période actuelle (1950 à aujourd'hui).

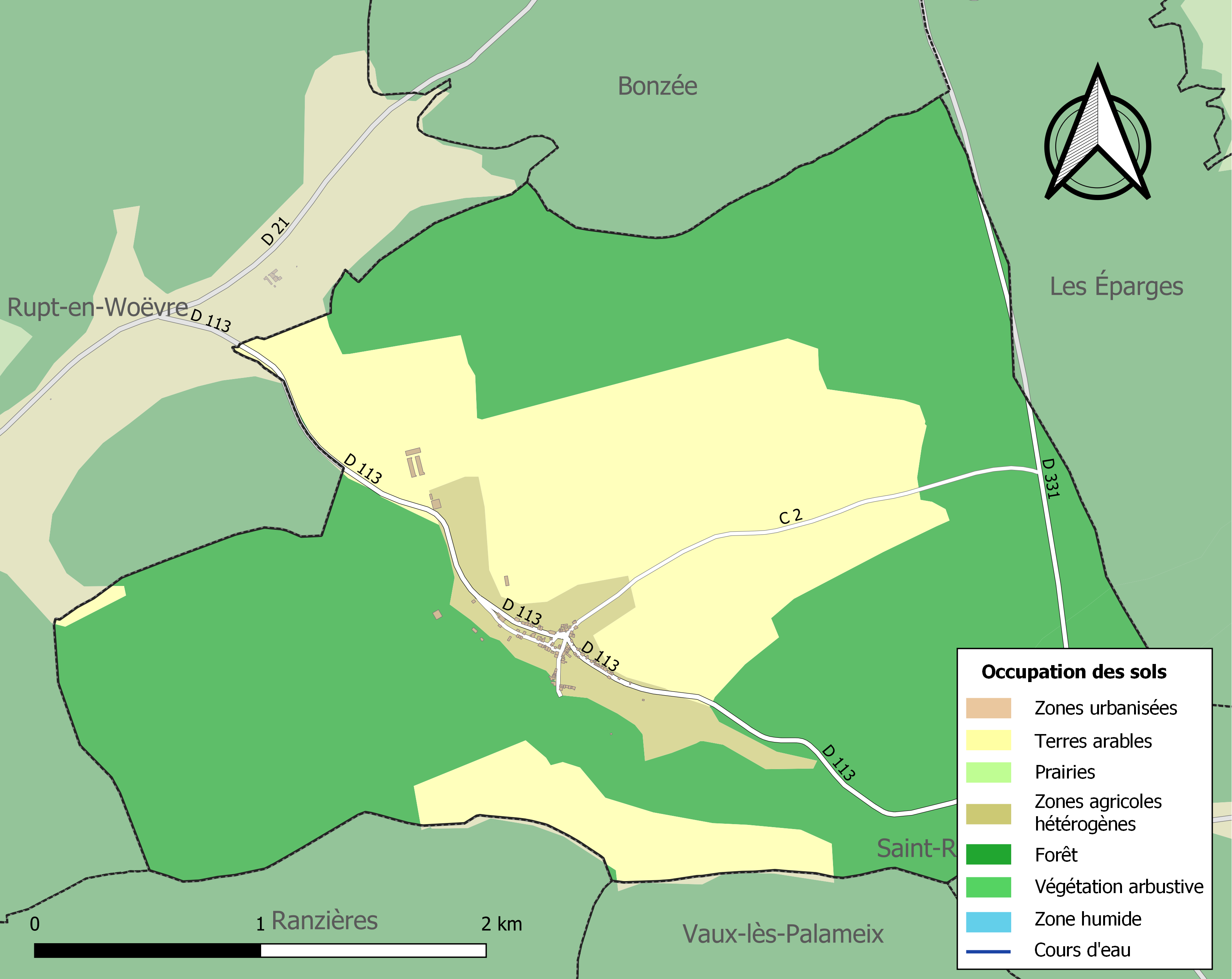
Carte des infrastructures et de l'occupation des sols de la commune en 2018 (CLC).

## Toponymie
Le nom de la localité est attesté sous les formes Molleium (1100) ; « In villa quæ dicitur Mollei » (1179) ; Moullei (1247) ; Altaria de Molleio (1312) ; Mouley (1549) ; Moüilley (1656) ; Mulliacum (1738).

Mouilly pourrait être un dérivé en -(i)acum du latin mollis « mou », désignant un « terrain humide », comme pour le verbe "mouiller", « un endroit où l'eau affleure ».

## Histoire

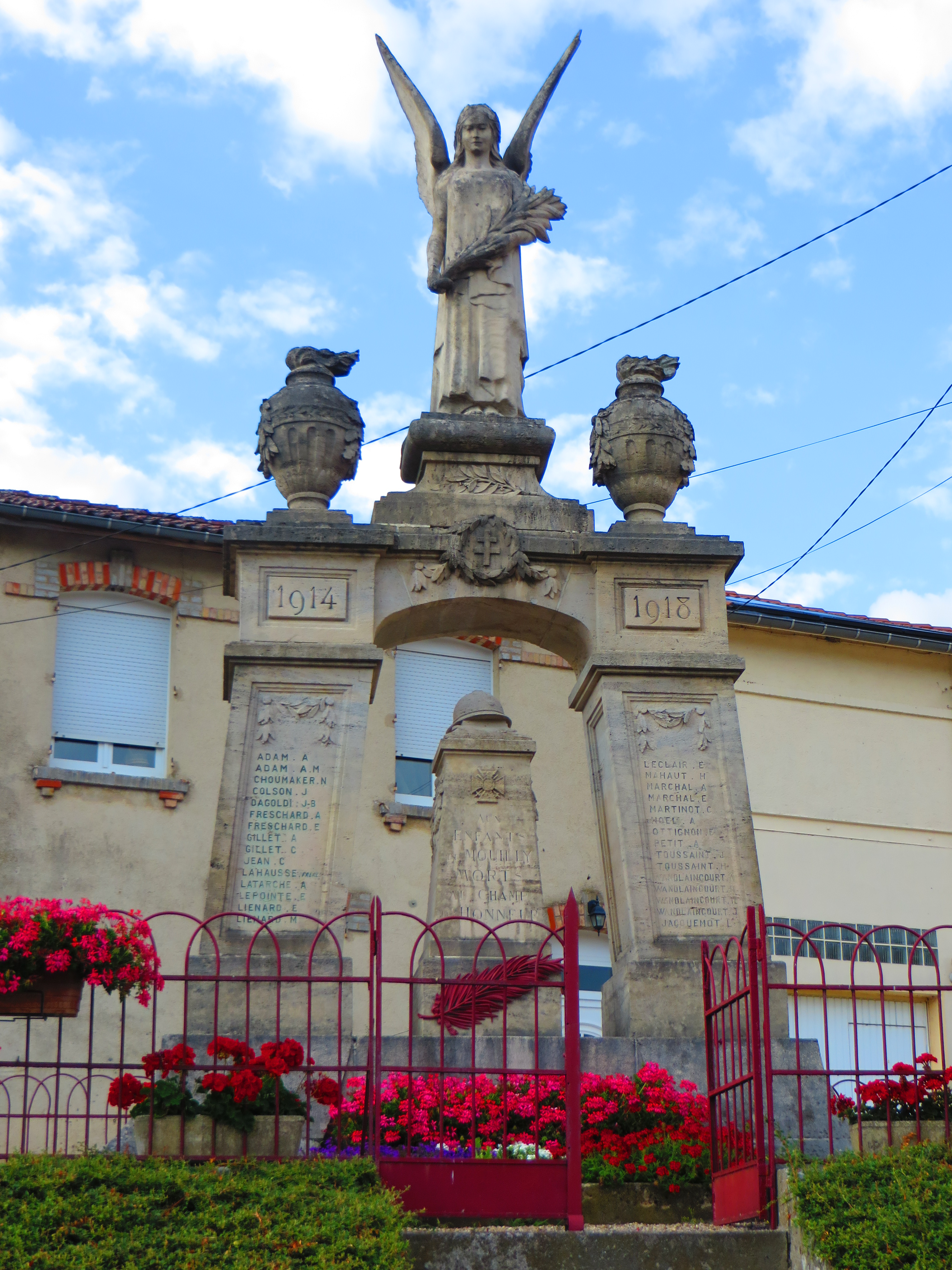
Le monument aux morts.

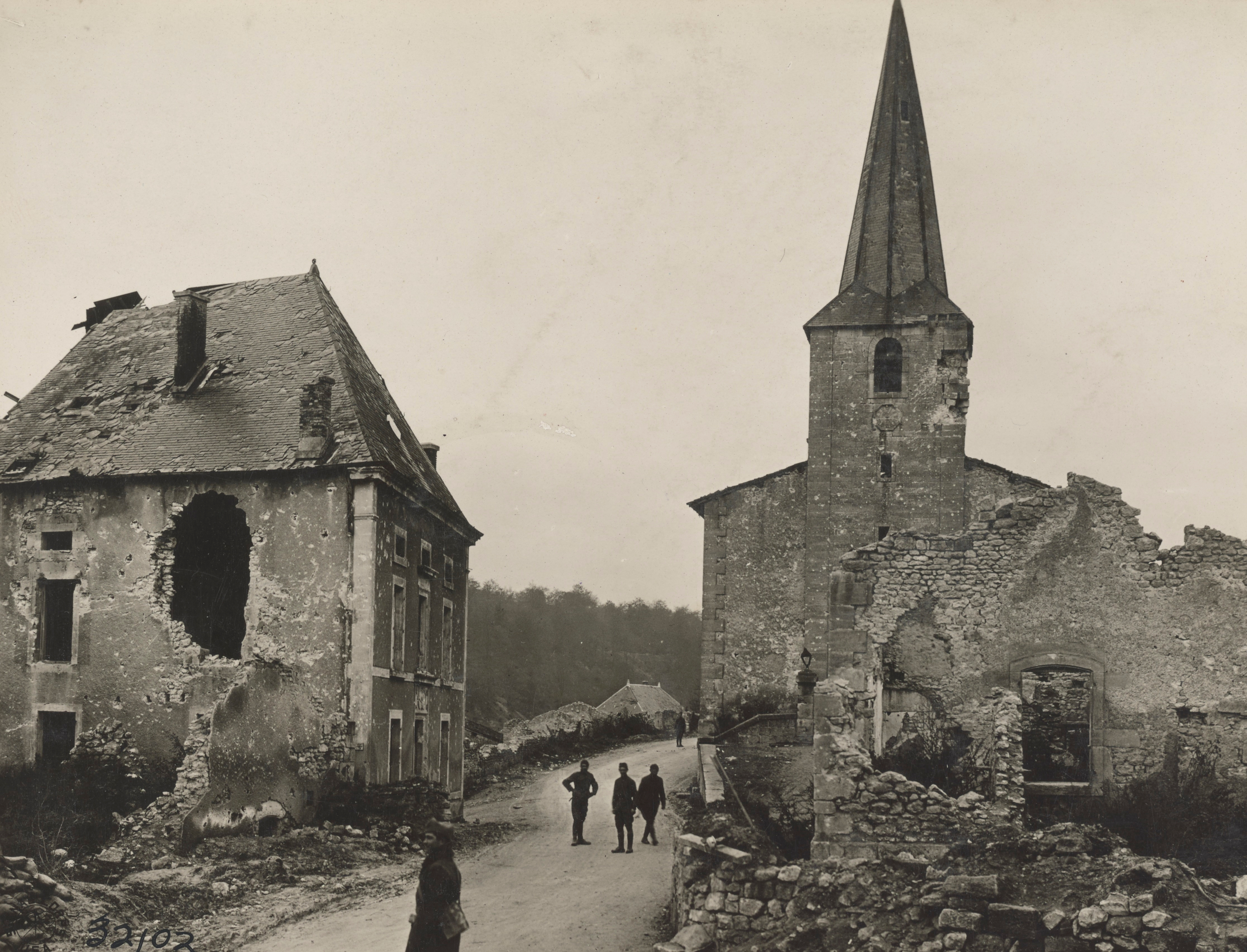
Destruction à Mouilly en novembre 1918.

Durant la Première Guerre mondiale, le début des combats dans la commune ont lieu le 26 septembre 1914, les tranchées sont tenues par le 132e régiment d'infanterie et le 106e régiment d'infanterie, durant la nuit le 5e bataillon subit de lourdes pertes.
En octobre 1914, le village est tenu par le 67e régiment d'infanterie.
En 1915, la ligne de front est dans la commune, tenue par le 54e régiment d'infanterie, appelée la tranchée de Calonne et la tranchée du Bois Haut. Le 25 avril 1915, la 8e compagnie subit de lourdes pertes.
En février 1917, le secteur est tenu par le 100e régiment d'infanterie.
Le cimetière militaire créé dans le village au cours de la Première Guerre mondiale a été déplacé à Fleury-devant-Douaumont, (Meuse).

## Politique et administration
| Période                                  | Période   | Identité             | Étiquette | Qualité     |
| ---------------------------------------- | --------- | -------------------- | --------- | ----------- |
| Les données manquantes sont à compléter. |           |                      |           |             |
| mars 1994                                | mars 2001 | M. Simon             |           |             |
| mars 2001                                | mars 2008 | Éliane Wandlaincourt |           |             |
| mars 2008                                | mars 2014 | Mickaël Adam         |           |             |
| mars 2014                                | mai 2020  | Mickaël Adam         |           |             |
| mai 2020                                 | En cours  | Mickaël Adam         |           | Agriculteur |

## Population et société

### Démographie
L'évolution du nombre d'habitants est connue à travers les recensements de la population effectués dans la commune depuis 1793. Pour les communes de moins de 10 000 habitants, une enquête de recensement portant sur toute la population est réalisée tous les cinq ans, les populations de référence des années intermédiaires étant quant à elles estimées par interpolation ou extrapolation. Pour la commune, le premier recensement exhaustif entrant dans le cadre du nouveau dispositif a été réalisé en 2007.

En 2022, la commune comptait 106 habitants, en évolution de −4,5 % par rapport à 2016 (Meuse : −4,4 %, France hors Mayotte : +2,11 %).
| 1793 | 1800 | 1806 | 1821 | 1831 | 1836 | 1841 | 1846 | 1851 |
| ---- | ---- | ---- | ---- | ---- | ---- | ---- | ---- | ---- |
| 524  | 474  | 620  | 582  | 598  | 596  | 609  | 641  | 694  |

| 1856 | 1861 | 1866 | 1872 | 1876 | 1881 | 1886 | 1891 | 1896 |
| ---- | ---- | ---- | ---- | ---- | ---- | ---- | ---- | ---- |
| 698  | 716  | 770  | 697  | 734  | 682  | 634  | 609  | 543  |

| 1901 | 1906 | 1911 | 1921 | 1926 | 1931 | 1936 | 1946 | 1954 |
| ---- | ---- | ---- | ---- | ---- | ---- | ---- | ---- | ---- |
| 481  | 432  | 409  | 90   | 223  | 211  | 184  | 162  | 177  |

| 1962 | 1968 | 1975 | 1982 | 1990 | 1999 | 2006 | 2007 | 2012 |
| ---- | ---- | ---- | ---- | ---- | ---- | ---- | ---- | ---- |
| 129  | 117  | 103  | 95   | 94   | 108  | 110  | 110  | 105  |

| 2017 | 2022 | - | - | - | - | - | - | - |
| ---- | ---- | - | - | - | - | - | - | - |
| 113  | 106  | - | - | - | - | - | - | - |

## Culture locale et patrimoine

### Lieux et monuments
- L'église Saint-Genès (XVIIIe siècle), restaurée après 1914-1918.

### Personnalités liées à la commune
- Marcel Loiseau, soldat fusillé pour l'exemple, sentence exécutée à Mouilly le 14 octobre 1914.
- Le 25 avril 1915, Maurice Genevoix, blessé de trois balles, est soigné dans la commune. Il écrit : « Dans le cimetière autour de la petite église, entre les tombes moussues, les croix rouillées, des fosses béantes attendaient vers lesquelles, deux à deux, des brancardiers transportaient les civières. »[25]

### Décoration française
- Croix de guerre 1914-1918 : 15 mars 1921.